# Пикер, Конча
Ко́нча (Кончи́та) Пике́р (исп. Conchita Piquer) — испанская актриса театра и кино, певица.

## Биография
Конча Пикер родилась в 1908 году в Валенсии. Была единственным ребёнком в семье Паскуаля Пикера и Рамоны Лопес. В 1917 году, когда ей было всего 8 лет, была представлена в театре Согеро (Soguero).
В 1921 году в возрасте пятнадцати лет она отправилась на гастроли в Америку. Премьера состоялась в Нью-Йорке, её пришёл приветствовать бизнесмен Джон Корт и был поражён изяществом и красотой Кончиты. Она была приглашена в группу Нью-Йоркского театра. Работала с Эдди Кэнтором, Элом Джолсоном и Фредом и Адель Астер и пела на английском, испанском или тагальском языках. В 1923 году снялась в одном из первых звуковых фильмов на испанском языке.
В Америке носила брюки, шарфы и белые шапочки. Американцы всегда называли её «цветочным мальчиком». В 1927 году вернулась в Испанию, убеждённая в том, что если в Америке она была большой звездой, то в Испании может стать абсолютной звездой, которая ознаменует новую эру.
В Мадриде 6 июля 1927 года прошла премьера.
29 января 1931 в шесть часов вечера в компании Puchol-Ozores прошёл её дебютный концерт. В это же время в Барселоне она встретилась с тореадором Антонио Маркесом, к которому переехала жить, несмотря на то, что тореро был женат на кубинке, у него была дочь и он не был разведён. Вскоре Конча Пикер создала собственные шоу и стала путешествовать по всей Испании. Самой известной песней певицы стала «Зелёные глаза». В это же время Кончита начала сниматься в кино. Огромный успех ей принес сериал «Чудесный Мадрид».
Истинным первооткрывателем Кончиты был поэт Рафаэль де Леон (исп.), который моделировал её стиль и сделал её королевой мелодии. В 1944 году знаменитое трио композиторов Кинтеро, Леон и Кирога (исп.) смонтировало для неё новое шоу, которое имело огромный успех. 22 февраля 1948 года после гастролей в Америке вновь появилась в театре Сервантеса в Севилье с шоу «Песни и танцы Испании». В 1956 году наступил пик её творчества. Её признали королевой испанской музыки. На 58-м году жизни певица потеряла голос и ушла со сцены. В декабре 1990 года актриса умерла во сне, одетая в костюм своей героини. В этом костюме она не раз исполняла свои знаменитые песни.

## Интересный факт
На фестивале Валенсийского сообщества «Фальяс» 2008 года деревянная фигура для сожжения (нинот), изображающая Кончиту Пикер, стала единственной спасенной от пламени. По правилам праздника нинот, больше всего понравившийся публике и набравший больше всего голосов, не попадет на костер и отправляется в Музей Фальеро.

## Фильмография
- «El negro que tenía el alma blanca» (1926 г.)
- «Негр со светлой душой» (1927 г.) — режиссёра Бенито Перохо (исп.[исп.]).
- «La Bodega» (1929 г.)
- «Yo canto para ti» (1934 г.)
- «Долорес» (1939 г.) — режиссёра Флориана Рея (исп.[исп.]).
- «Filigrana» (1948 г.)
- «Me casé con una estrella» (1951 г.)
- «Canciones de nuestra vida» (1957 г.)
- «Изящная работа» — режиссёра Луиса Маркина (исп.[исп.]).

## Наиболее известные хиты
- «Ojos verdes»
- «Tu ropita con la mía»
- «Novio»
- «La niña de la estación»
- «La Parrala»
- «La otra»
- «Almoneda»
- «Picadita de viruela».